# Ministerio de la Producción del Perú
El Ministerio de la Producción del Perú es el sector del Poder Ejecutivo encargado de formular, aprobar, ejecutar y supervisar todos los niveles de producción, industria, manufactura y pesquería. 
Su competencia se extiende a las personas naturales y jurídicas que realizan actividades vinculadas a los subsectores Industria y Pesquería, contando con un viceministro para cada subsector.

## Organismos públicos
Supervisados por el Viceministro de Pesquería.

### Organismos públicos ejecutores
- Instituto Tecnológico de la Producción (ITP)
- Fondo Nacional de Desarrollo Pesquero (FONDEPES)

### Organismos públicos especializados
- Instituto del Mar del Perú (IMARPE)
- Instituto Nacional de la Calidad (INACAL)

### Programas
- Programa Nacional A Comer Pescado (PNACP)
- Programa Nacional de Desarrollo Tecnológico e Innovación - Proinnóvate (PROINNOVATE)
- Programa Nacional de Diversificación Productiva (PNDP)
- Programa Nacional de Innovación en Pesca y Acuicultura (PNIPA)
- Programa Nacional "Tu Empresa" (PNTE)
- Programa Nacional Compras a MYPErú (Compras a MYPErú)

## Organización
- Secretaría General
- Viceministerio de MYPE e Industria
  - Dirección General de MYPE y Cooperativas
  - Dirección General de Industria
- Viceministerio de Pesca y Acuicultura
  - Dirección General de Acuicultura
  - Dirección General de Pesca Artesanal
  - Dirección General de Extracción y Procesamiento Pesquero
  - Dirección General de Seguimiento, Control y Vigilancia
  - Dirección General de Asuntos Ambientales de Pesquería

## Órganos adscritos al Ministerio
- Fondo Nacional de Desarrollo Pesquero (FONDEPES)
- Instituto del Mar del Perú (IMARPE)
- Instituto Tecnológico de la Producción (ITP)
- Instituto Nacional de la Calidad (INACAL)